# Chynów (gmina)
Pour les articles homonymes, voir Chynów.
Chynów est une gmina rurale (gmina wiejska) du powiat de Grójec dans la Voïvodie de Mazovie, dans le centre-est de la Pologne.

## Histoire
De 1975 à 1998, la gmina est attachée administrativement à la voïvodie de Radom. Depuis 1999, elle fait partie de la voïvodie de Mazovie.

## Géographie
Son siège administratif est le village de Chynów, qui se situe environ 16 kilomètres à l'est de Grójec (siège de la powiat) et 35 kilomètres au sud de Varsovie (capitale de la Pologne).
La gmina couvre une superficie de 137,07 km2 pour une population de 9 442 habitants en 2006.
La gmina inclut les villages et les localités de :
- Adamów Rososki
- Barcice Drwalewskie
- Barcice Rososkie
- Budy Sułkowskie
- Budziszyn
- Budziszynek
- Chynów
- Dąbrowa Duża
- Dobiecin
- Drwalew
- Drwalewice
- Edwardów
- Franciszków
- Gaj Żelechowski
- Gliczyn
- Grobice
- Henryków
- Jakubowizna
- Janów
- Jurandów
- Krężel
- Kukały
- Lasopole
- Ludwików
- Machcin
- Mąkosin
- Marianów
- Martynów
- Marynin
- Milanów
- Nowe Grobice
- Pawłówka
- Pieczyska
- Piekut
- Przyłom
- Rososz
- Rososzka
- Staniszewice
- Sułkowice
- Watraszew
- Węszelówka
- Widok
- Wola Chynowska
- Wola Kukalska
- Wola Pieczyska
- Wola Żyrowska
- Wygodne
- Zalesie
- Zawady
- Żelazna
- Żelechów
- Żyrów

### Gminy voisines
La gmina de Chynów est voisine des gminy suivantes :
- Góra Kalwaria
- Grójec
- Jasieniec
- Prażmów
- Warka

## Structure du terrain
D'après les données de 2002, la superficie de la commune de Chynow est de 137,07 km², répartis comme tel :
- terres agricoles : 80,8%
- forêts : 13,6%

La surface de la gmina représente 9,91% de la powiat

## Démographie
Données du 1er juin 2010 :
| description        | Total  | Total | Femmes | Femmes | Hommes | Hommes |
| ------------------ | ------ | ----- | ------ | ------ | ------ | ------ |
| Unité              | Nombre | %     | Nombre | %      | Nombre | %      |
| population         | 9 393  | 100   | 4 641  | 49,4   | 4 752  | 50,6   |
| Densité (hab./km²) | 68,5   | 68,5  | 33,9   | 33,9   | 34,7   | 34,7   |

### Source
- Chiffres de population officiels polonais 2006